# Besitz (Liechtenstein)
Das liechtensteinische Sachenrecht vermengt bezüglich des Besitzes sowohl die Elemente des schweizerischen Zivilgesetzbuches (Art 641 ff ZGB) als auch des österreichischen ABGB (öABGB). Im Fürstentum Liechtenstein gilt ein Sachenrecht, welches weitgehend aus dem ZGB rezipiert ist (1923) und gleichzeitig ein Schuldrecht, das aus dem öABGB übernommen wurde (1812). 
Eine abschließende und von der Praxis anerkannte Aufarbeitung dieser Rechtsgemengenlage zum Besitz im liechtensteinischen Zivilrecht ist bislang noch nicht erfolgt. Die Rechtsprechung der liechtensteinischen Gerichte orientiert sich teilweise am FL-ABGB und der österreichischen Rechtsprechung zum öABGB und teilweise am SR beziehungsweise der schweizerischen Rechtsprechung zum ZGB.
Der Besitzwille ist im liechtensteinischen SR eine Voraussetzung für den Besitz an sich. Trotz der Aufhebung des § 309 des FL-ABGB fließen über den Art 5 Abs. 1 SR die allgemeinen Regelungen des FL-ABGB und des PGR in das SR und aus den noch bestehenden Regelungen, insbesondere des FL-ABGB, kann die Notwendigkeit des Besitzwillens als notwendige Voraussetzung abgeleitet werden (Antonius Opilio, SR-Arbeitskommentar, Art 498 ff SR).